# Alfredo Rodrigues Gaspar

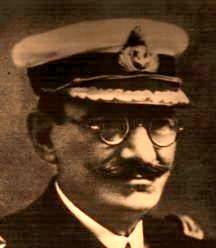
Alfredo Rodrigues Gaspar

Alfredo Rodrigues Gaspar (* 8. August 1865 in Funchal; † 1. Dezember 1938 in Lissabon) war ein portugiesischer Kapitän zur See, Politiker und Premierminister (Presidente do Conselho de Ministros) während der Ersten Republik.

## Leben
Rodrigues Gaspar begann zunächst eine militärische Laufbahn als Offizier der Marine (Marinha Portuguesa), in deren Verlauf er bis zum Kapitän zur See aufstieg. Darüber hinaus begann er nach der Gründung der Ersten Republik am 6. Oktober 1910 auch eine politische Laufbahn. Als Mitglied der Partido Democrático wurde er mehrfach zum Deputierten des Parlaments (Assembleia da República) gewählt.
Zunächst war er Minister für die Kolonien vom 12. Dezember 1914 bis zum 25. Januar 1915 im Kabinett Vítor Hugo de Azevedo Coutinho. Dieses Amt übernahm er später auch in den Regierungen von José de Castro und Afonso Augusto da Costa vom 17. Mai 1915 bis zum 15. März 1916.
Von 1918 bis 1919 war er Präsident des Stadtrates von Lissabon. Im Anschluss daran wurde er wieder Kolonialminister in den Regierungen von Alfredo de Sá Cardoso vom 30. Juni 1919 bis zum 3. Januar 1920 sowie von António Maria da Silva vom 7. Februar 1922 bis zum 22. November 1923.
Am 7. Juli 1924 wurde er als Nachfolger von Álvaro de Castro zum Premierminister (Presidente do Conselho de Ministros) ernannt. Wie viele Kabinette der Ersten Republik war aber auch seine Regierung nur wenige Monate im Amt und wurde am 22. November 1924 von José Domingues dos Santos abgelöst. In seinem Kabinett war er darüber hinaus auch Innenminister sowie zeitweise vom 6. Juli bis zum 22. Juli auch Landwirtschaftsminister.